# Obermühlbach (Neukirchen)
Obermühlbach ist ein Gemeindeteil der Gemeinde Neukirchen im niederbayerischen Landkreis Straubing-Bogen.

## Geografie
Das Dorf liegt im Tal des Obermühlbachs bei dessen Mündung in den Bogenbach an der Staatsstraße 2147.

## Geschichte
Mit der Gebietsreform in Bayern verlor die ehemalige Gemeinde Obermühlbach die Eigenständigkeit und wurde 1976 vollständig in die Gemeinde Neukirchen eingegliedert.

### Gemeindeteile der ehemaligen Gemeinde Obermühlbach
| - Angermühl - Buchaberg - Buchamühl - Dießenbach - Dießenberg - Feldhof - Fremdstuhl - Graben - Hungerszell | - Irlach - Irlmühle - Kager - Kreuzhaus - Maulhof - Mitterberg - Obermühlbach - Öd bei Buchamühl - Oed bei Reisach | - Plenthof - Radmoos - Reisach - Schelnbach - Steg - Taußersdorf - Thannerhof - Untermühlbach - Unterwolfessen |

### Einwohnerentwicklung
| Jahr                            | 1840 | 1852 | 1861 | 1867 | 1871 | 1875 | 1885 | 1900 | 1925 | 1950 | 1961 | 1970 | 1987 |
| ------------------------------- | ---- | ---- | ---- | ---- | ---- | ---- | ---- | ---- | ---- | ---- | ---- | ---- | ---- |
| Einwohner Gemeinde Obermühlbach | 434  | 493  | 466  | 446  | 434  | 445  | 530  | 478  | 500  | 585  | 492  | 459  |      |
| Einwohner Dorf Obermühlbach     |      |      | 59   |      | 70   | 89   | 138  | 124  | 122  | 178  | 156  | 146  | 92   |